# Lijst van watergedreven molens in Limburg (Nederland)
In Nederland zijn de meeste watergedreven molens langs de grens met Duitsland en België te vinden. De provincie Limburg is de provincie met de meeste watergedreven molens.
Watermolens in Limburg:
| Naam                                  | Waterloop                         | Plaats                          | Gemeente               | Provincie           | Type molen                    | Functie                                               | Maalvaardigheid   | Bezoekmogelijkheid                                              | Foto |
| ------------------------------------- | --------------------------------- | ------------------------------- | ---------------------- | ------------------- | ----------------------------- | ----------------------------------------------------- | ----------------- | --------------------------------------------------------------- | ---- |
| Armenmolen                            | Itterbeek                         | Neeritter                       | Leudal                 | Limburg             | onderslagmolen                | voorheen korenmolen, thans woning                     | niet maalvaardig  |                                                                 |      |
| Bisschopsmolen                        | Jeker                             | Maastricht                      | Maastricht             | Limburg             | middenslagmolen               | korenmolen                                            | maalvaardig       |                                                                 |      |
| Bovenste Molen                        | Geul                              | Mechelen-Höfke                  | Gulpen-Wittem          | Limburg             | middenslagmolen               | korenmolen                                            | maalvaardig       |                                                                 |      |
| Bovenste Plasmolen                    | Molenbeek                         | Plasmolen                       | Mook en Middelaar      | Limburg             | midden- en bovenslagslagmolen | korenmolen                                            | maalvaardig       |                                                                 |      |
| Breustermolen                         | Voer                              | Hoog-Caestert                   | Eijsden-Margraten      | Limburg             | turbinemolen                  | korenmolen                                            | maalvaardig       |                                                                 |      |
| Broekmolen                            | Aabeek                            | Stramproy                       | Weert                  | Limburg             | onderslagmolen                | korenmolen                                            | draaivaardig      |                                                                 |      |
| Dieterdermolen                        | Roode Beek                        | Dieteren                        | Echt-Susteren          | Limburg             | turbinemolen                  | korenmolen                                            | maalvaardig       |                                                                 |      |
| ECI-centrale                          | Roer                              | Roermond                        | Roermond               | Limburg             | turbinemolen                  | waterkrachtcentrale                                   | maalvaardig       |                                                                 |      |
| Eper Molen / Wingbergermolen          | Geul                              | Epen                            | Gulpen-Wittem          | Limburg             | turbinemolen                  | korenmolen, restaurant                                | maalvaardig       |                                                                 |      |
| Franse Molen                          | Geul                              | Valkenburg                      | Valkenburg aan de Geul | Limburg             | onderslagmolen                | korenmolen, restaurant                                | maalvaardig       |                                                                 |      |
| Friedesse Molen                       | Neerbeek                          | Neer                            | Leudal                 | Limburg             | onderslagmolen                | korenmolen                                            | maalvaardig       |                                                                 |      |
| Geulhemmermolen                       | Geul                              | Geulhem                         | Valkenburg aan de Geul | Limburg             | middenslagmolen               | korenmolen, Café-Restaurant                           | maalvaardig       |                                                                 |      |
| Gitstappermolen                       | Rothenbach                        | Vlodrop                         | Roerdalen              | Limburg             | middenslagmolen               | korenmolen                                            | maalvaardig       |                                                                 |      |
| Graanmolen van Eijsden                | Voer                              | Laag-Caestert                   | Eijsden-Margraten      | Limburg             | onderslagmolen                | korenmolen                                            |                   |                                                                 |      |
| Grathemermolen                        | Uffelse Beek                      | Grathem                         | Leudal                 | Limburg             | onderslag- en turbinemolen    | korenmolen                                            |                   | dinsdag, donderdag en zaterdag                                  |      |
| Grevenbichtermolen                    | Kingbeek                          | Grevenbicht                     | Sittard-Geleen         | Limburg             | turbinemolen                  | korenmolen                                            |                   |                                                                 |      |
| Groenendalsmolen                      | voorheen Gulp                     | Gulpen                          | Gulpen-Wittem          | Limburg             | bovenslagmolen                | voorheen korenmolen                                   | niet draaivaardig |                                                                 |      |
| Grote Molen (Oude Banmolen)           | Geul                              | Meerssen                        | Meerssen               | Limburg             | turbinemolen                  | elektriciteit                                         | maalvaardig       |                                                                 |      |
| IJzeren Molen                         | Kleine Geul                       | Rothem                          | Meerssen               | Limburg             | middenslagmolen               | korenmolen                                            | niet maalvaardig  |                                                                 |      |
| Kasteelmolen / Slakmolen              | Slakbeek                          | Elsloo                          | Stein                  | Limburg             | bovenslagmolen                | korenmolen                                            | maalvaardig       |                                                                 |      |
| Molen van het Klooster Redemptoristen | molentak Selzerbeek               | Wittem                          | Gulpen-Wittem          | Limburg             | middenslagmolen               | pompen water                                          | niet maalvaardig  |                                                                 |      |
| Kruitmolen                            | Geul                              | Valkenburg                      | Valkenburg aan de Geul | Limburg             | middenslagmolen               | bierproductie                                         | maalvaardig       |                                                                 |      |
| Leeuwenmolen / Molen van Clemens      | Jeker                             | Maastricht                      | Maastricht             | Limburg             | middenslagmolen               | korenmolen                                            | niet maalvaardig  |                                                                 |      |
| Leumolen / St. Ursulamolen            | Leubeek                           | Nunhem                          | Leudal                 | Limburg             | onderslagmolen                | korenmolen en oliemolen                               | maalvaardig       |                                                                 |      |
| Meschermolen                          | Voer                              | Mesch                           | Eijsden-Margraten      | Limburg             | bovenslagmolen                | korenmolen                                            | maalvaardig       | op afspraak                                                     |      |
| Millenermolen                         | Roode Beek                        | Sittard (bij Millen (Selfkant)) | Sittard-Geleen         | Limburg / Duitsland | bovenslagmolen                | korenmolen en elektriciteit                           | maalvaardig       |                                                                 |      |
| Molen van Baarlo                      | Kwistbeek                         | Baarlo                          | Peel en Maas           | Limburg             | onderslagmolen                | korenmolen                                            | maalvaardig       |                                                                 |      |
| Molen van Hulsen / Onderste Molen     | Molenbeek                         | Geulle                          | Meerssen               | Limburg             | bovenslagmolen                | korenmolen                                            | maalvaardig       | op afspraak                                                     |      |
| Molen van Lombok                      | Jeker                             | Biesland                        | Maastricht             | Limburg             | middenslagmolen               | korenmolen                                            | maalvaardig       |                                                                 |      |
| Molen van Otten                       | Geul                              | Wijlre                          | Gulpen-Wittem          | Limburg             | middenslagmolen               | korenmolen, oliemolen en kleine waterkrachtcentrale   | maalvaardig       |                                                                 |      |
| Muggemolen                            | Voer                              | Laag-Caestert                   | Eijsden-Margraten      | Limburg             | middenslagmolen               | korenmolen                                            | maalvaardig       |                                                                 |      |
| Neubourger Molen                      | Gulp                              | Gulpen                          | Gulpen-Wittem          | Limburg             | middenslagmolen               | korenmolen, restaurant                                | maalvaardig       |                                                                 |      |
| Oliemolen                             | Caumerbeek                        | Heerlen                         | Heerlen                | Limburg             | bovenslagmolen                | korenmolen                                            | maalvaardig       |                                                                 |      |
| Onderste Molen / Commandeursmolen     | Geul                              | Mechelen                        | Gulpen-Wittem          | Limburg             | turbinemolen                  | korenmolen / elektriciteit                            | maalvaardig       |                                                                 |      |
| Ophovenermolen                        | Geleenbeek                        | Ophoven (Sittard)               | Sittard-Geleen         | Limburg             | middenslagmolen               | kleine waterkrachtcentrale, restaurant                | maalvaardig       |                                                                 |      |
| Oude Molen of Banmolen                | Geul                              | Valkenburg                      | Valkenburg aan de Geul | Limburg             | turbinemolen                  | kleine waterkrachtcentrale                            | maalvaardig       |                                                                 |      |
| Poolmolen                             | Geleenbeek                        | Holtum                          | Sittard-Geleen         | Limburg             | middenslagmolen               | korenmolen                                            | maalvaardig       |                                                                 |      |
| Rosmolen                              | Oostrumse Beek                    | Oostrum                         | Venray                 | Limburg             | onderslagmolen                | korenmolen                                            | maalvaardig       |                                                                 |      |
| Schaloensmolen                        | Geul                              | Oud-Valkenburg                  | Valkenburg aan de Geul | Limburg             | turbinemolen                  | korenmolen                                            | niet maalvaardig  | geen                                                            |      |
| Schouwsmolen                          | Itterbeek                         | Ittervoort                      | Leudal                 | Limburg             | onderslagmolen                | korenmolen, nevenfunctie waterkrachtcentrale          | maalvaardig       | elke derde zondag van de maand van 14 tot 16 uur en op afspraak | [[]] |
| Sint Jansmolen                        | voorheen Geleenbeek               | Spaubeek                        | Beek                   | Limburg             | bovenslagmolen                | korenmolen                                            | niet maalvaardig  | geen                                                            |      |
| Slottermolen                          | Everlose Beek                     | Grubbenvorst                    | Horst aan de Maas      | Limburg             | middenslagmolen               | voorheen korenmolen, thans kleine waterkrachtcentrale | maalvaardig       | geen                                                            |      |
| Stadbroekermolen                      | Molenbeek (Sittard)               | Stadbroek (Sittard)             | Sittard-Geleen         | Limburg             | turbinemolen                  | korenmolen                                            | maalvaardig       |                                                                 |      |
| Strijthagermolen                      | Strijthagerbeek                   | Landgraaf                       | Landgraaf              | Limburg             | middenslagmolen               | korenmolen                                            | maalvaardig       |                                                                 |      |
| Uffelse Molen                         | Uffelse Beek                      | Hunsel                          | Leudal                 | Limburg             | middenslagmolen               | korenmolen                                            | niet-maalvaardig  |                                                                 |      |
| Vaalsbroekermolen                     | plaatselijke bronnen, Zieversbeek | Vaalsbroek (Vaals)              | Vaals                  | Limburg             | middenslagmolen               | spinmolen en korenmolen                               | maalvaardig       |                                                                 |      |
| Vlodroppermolen                       | Rothenbach                        | Vlodrop                         | Roerdalen              | Limburg             | turbinemolen                  | korenmolen                                            |                   |                                                                 |      |
| Volmolen                              | Geul                              | Epen                            | Gulpen-Wittem          | Limburg             | middenslagmolen               | korenmolen                                            | maalvaardig       |                                                                 |      |
| Waterkrachtcentrale Roeven            | Zuid-Willemsvaart                 | Nederweert                      | Nederweert             | Limburg             | turbinemolen                  | waterkrachtcentrale                                   | maalvaardig       |                                                                 |      |
| Weltermolen                           | Geleenbeek                        | Heerlen-Welten                  | Heerlen                | Limburg             | middenslagmolen               | korenmolen                                            | maalvaardig       |                                                                 |      |
| Wittemermolen                         | Selzerbeek                        | Wittem                          | Gulpen-Wittem          | Limburg             | middenslagmolen               | korenmolen                                            | maalvaardig       |                                                                 |      |
| Wymarse Molen                         | Lingsforterbeek                   | Arcen                           | Venlo                  | Limburg             | onder- en bovenslagmolen      | korenmolen                                            | maalvaardig       | april t/m oktober: dagelijks                                    |      |